# Bonjour Vietnam
"Bonjour Vietnam", nguyên là một bài hát tiếng Pháp, sáng tác nhạc bởi Marc Lavoine, lời soạn bởi Lavoine và Yvan Coriat, và biểu diễn đầu tiên bởi ca sĩ người Bỉ gốc Việt Phạm Quỳnh Anh. Dịch ra tiếng Việt, tên bài hát có nghĩa là "Xin chào Việt Nam", nội dung bài hát nói về tình cảm của một Việt kiều sinh ra xa quê hương dành cho đất nước Việt Nam.

## Ra đời
Sau khi ra đời, bài hát đã gây tiếng vang lớn đặc biệt là trong cộng đồng người Việt ở hải ngoại. Từ cuối năm 2005, dù ca khúc chưa được phát hành chính thức nhưng đã được lan truyền rộng rãi trên các phương tiện Internet, như một thông điệp về tình yêu Việt Nam và được nhiều người yêu thích. Theo lời Quỳnh Anh: "Bonjour Vietnam là nhạc phẩm đầu tay và chiếm chỗ đứng quan trọng trong tim tôi. Bài hát này viết về tôi và những tâm tình của tôi. Bài hát nói về quê hương nguồn cội mà tôi chưa hề có dịp về thăm (...)"
Trung tâm Thúy Nga đã tổ chức nhiều đêm diễn cho các cộng đồng người Việt Nam trên thế giới với bài hát này. Cuối năm 2008, do sự nổi tiếng của nó, bài hát đã có lời Anh được dịch bởi Guy Balbaert với tựa đề "Hello Vietnam" (không nên nhầm lẫn với bài hát "Hello Vietnam" do Tom T. Hall sáng tác và được Johnnie Wright trình bày). Tháng 5 năm 2008, Quỳnh Anh đã chính thức hát bài "Hello Vietnam" trong chương trình Paris by Night 92, một chương trình ca nhạc tiếng Việt của Trung tâm này. Bài hát này cũng đã được biểu diễn nhiều lần trong các chương trình âm nhạc của Đài truyền hình Việt Nam nhân dịp Phạm Quỳnh Anh về nước cuối năm 2008.
Tiếp nối thành công, Phạm Quỳnh Anh đã cho ra đời đĩa đơn với tên "Hello Vietnam", trong đó có bài hát với lời bằng tiếng Anh.